# Craig Zobel
Roger Craig Zobel (Nova Iorque, 16 de setembro de 1975) é um ator e cineasta norte-americano.
Formado em cinema pela "University of North Carolina School of the Arts" trabalha em múltiplas funções no ramo cinematográfico, entre elas, produtor, gerente de produção, roteirista e ator. Como ator, fez uma breve participação em "Undertow" (2004). Depois de produzir e dirigir vários curta-metragens, seu segundo longa-metragem como diretor, "Great World of Sound" (2007), ganhou o prêmio de "Diretor Revelação" no "Gotham Awards" e o prêmio do "Grand Jury" do "Atlanta Film Festival".
Em 2012 escreveu e dirigiu o filme "Compliance". Em 2013, produziu o longa "Prince Avalanche". Em 2015 dirigiu a ficção apocalítica Os Últimos na Terra e em 2020 o filme de terror "The Hunt".